# Robert Walpole
Sir Robert Walpole, I conte di Orford (Houghton Hall, 26 agosto 1676 – Houghton Hall, 18 marzo 1745), è stato un politico e nobile britannico.
È generalmente ritenuto il primo a rivestire la carica di Primo ministro della Gran Bretagna: la posizione non era allora sancita dalla legge, ma a Walpole si riconosce di averne esercitato de facto l'ufficio, grazie all'estensione della sua influenza all'interno del Gabinetto di governo.
Walpole, esponente del partito Whigs, esercitò le sue funzioni durante i regni di Giorgio I e Giorgio II. La sua ascesa è normalmente datata a partire dal 1721, quando ottenne la carica di Primo lord del tesoro; altri la fissano dal 1730, quando - con il ritiro di Charles Townshend, II visconte Townshend - divenne il solo e indiscusso leader del Gabinetto. Walpole continuò a governare fino alle sue dimissioni nel 1742, facendo della sua amministrazione la più lunga della storia inglese. Una sua discendente fu Maria Walpole.

## Biografia

### Origini e formazione
Robert Walpole nacque a Houghton Hall, Norfolk, nel 1676. I suoi genitori furono Robert Walpole, un politico whig che rappresentava la circoscrizione di Castle Rising nella Camera dei comuni, e Mary Burwell: Robert fu il quinto di diciassette figli, otto dei quali morirono durante l'infanzia.
Walpole studiò a Eton dal 1690 al 1695 e si immatricolò nel King's College dell'Università di Cambridge nel 1696. Nel 1698 lasciò l'università dopo la morte del suo unico fratello maggiore ancora vivente, Edward, così da poter aiutare il padre nell'amministrazione delle sue proprietà. Walpole aveva progettato di diventare sacerdote, ma abbandonò l'idea quando, in qualità di primo figlio ancora in vita divenne erede dei beni paterni. Nel 1700 Walpole sposò Catherine Shorter, con cui ebbe in seguito quattro figli e due figlie:
- Robert Walpole, II conte di Orford (1701-31 marzo 1751);
- Catherine (13 maggio 1703-22 ottobre 1722);
- Horatio (1704-24 luglio 1704);
- Mary (1706-2 gennaio 1732), sposò George Cholmondeley, III conte di Cholmondeley, ebbero due figli;
- Sir Edward Walpole (1706-1784), da Dorothy Clement, ebbe quattro figli;
- Horace Walpole, IV conte di Orford (1717-1797).

Dopo la morte di Catherine nel 1737, Walpole sposò la sua amante, Maria Skerritt, che morì poco dopo di parto.

### L'inizio della carriera politica
La carriera politica di Walpole iniziò nel gennaio 1701, quando vinse le elezioni generali a Castle Rising; il collegio era un tempo rappresentato da suo padre, morto appena tre mesi prima. Walpole lasciò Castle Rising nel 1702 così da potersi candidare per la vicina ma più importante circoscrizione di King's Lynn, collegio che lo avrebbe rieletto ad ogni successiva elezione generale per quarant'anni.
Come suo padre, Robert Walpole fu uno zelante membro del partito whig, che era allora più potente della sua opposizione, il partito Tory. Nel 1705 Walpole fu scelto come membro del Consiglio del Lord grand'ammiraglio, all'epoca il principe Giorgio di Danimarca, marito della regina Anna. Notato per la sua abilità come amministratore, Walpole fu promosso da Sidney Godolphin, I conte di Godolphin, il Lord gran tesoriere e leader del Gabinetto, alla posizione di Segretario di Stato per la guerra nel 1708; nel 1710, per un breve periodo di tempo, ricoprì anche la carica di Tesoriere della marina. I servizi resi da Walpole in questi offici lo resero uno stretto consigliere di John Churchill, I duca di Marlborough, comandante delle forze inglesi durante la guerra di successione spagnola e personaggio influentissimo nella politica inglese; Robert Walpole stesso divenne rapidamente uno dei più importanti membri del Gabinetto.
Nonostante la sua influenza personale Walpole non poté impedire a Lord Godolphin e ai whig di fare pressione per perseguire legalmente Henry Sacheverell, un pastore che teneva sermoni anti-whig. Il processo fu pesantemente criticato in gran parte del paese e ne seguì la sconfitta del duca di Malborough e del partito whig nelle elezioni generali del 1710. Il nuovo governo, guidato dal tory Robert Harley rimosse Walpole dal suo ufficio di Segretario di Stato per la guerra, ma gli permise di rimanere Tesoriere della Marina fino al 2 gennaio 1711. Harley tentò di persuadere Walpole a unirsi ai tory, ma Walpole rifiutò le offerte, divenendo anzi uno dei più fieri membri dell'opposizione whig, difendendo Lord Godolphin dagli attacchi dei tory sia in Parlamento che sulla stampa.
Incolleriti per i suoi attacchi politici, i tory pensarono di rovinare e screditare lui e il duca di Marlbourough. Nei 1712 sostennero che come Segretario di Stato si era reso colpevole di corruzione, ma queste accuse nascevano da ostilità politica piuttosto che dai fatti. Walpole fu sottoposto a giudizio dalla Camera dei Comuni e dichiarato colpevole dalla Camera dei lord, a grande maggioranza tory; fu imprigionato nella Torre di Londra per sei mesi ed espulso dal Parlamento. La mossa, tuttavia, si ritorse contro i tory, perché Walpole fu considerato dall'opinione pubblica come la vittima di un ingiusto processo. Il suo collegio lo rielesse nelle elezioni del 1713, nonostante da sua precedente espulsione dalla Camera dei Comuni. Walpole sviluppò un intenso odio per Robert Harley (in seguito Conte di Oxford e Mortimer) e per Henry Saint-John Bolingbroke, responsabili dell'intero processo.

### Il ministero Stanhope/Sunderland
La regina Anna morì nel 1714, e a lei successe un lontano cugino tedesco, Giorgio di Hannover, come previsto dall'Act of Settlement, una legge del 1701 che era stata varata ai tempi di Guglielmo III per regolare la successione al trono.
Giorgio I diffidava dei tory, che egli credeva si opponessero al suo diritto al trono a favore dei parenti Stuart di Anna, che la legge aveva escluso dalla successione perché cattolici. Di conseguenza il 1714 fu anche l'anno della nuova ascesa dei whig, che sarebbero rimasti al potere per i successivi cinquant'anni. Robert Walpole divenne Consigliere Privato e ottenne la posizione di Paymaster of the Forces in un gabinetto guidato di nome da Lord Halifax, ma di fatto dominato da Lord Townshend (cognato di Walpole) e da James Stanhope, I conte Stanhope. A Walpole fu anche conferita la carica di presidente di una commissione segreta creata per investigare sulle azioni del precedente ministero tory, e i responsabili del processo a Walpole del 1712 furono a loro volta attaccati per ragioni politiche.
Lord Halifax, il capo ufficiale dell'amministrazione, morì nel 1715. Walpole, riconosciuto come un capace ed attento politico, fu immediatamente promosso alle importanti cariche di Primo lord del tesoro e di Cancelliere dello Scacchiere; in questa posizione, egli introdusse il sinking fund, un espediente per ridurre il debito nazionale. Il gabinetto di cui era membro era spesso diviso sulle più importanti questioni: di norma, Walpole e Townshend si schieravano da una parte, mentre Stanhope e Lord Sunderland dall'altra. La politica estera era il principale oggetto del contendere, perché Walpole e Tonwshend ritenevano che Giorgio I stesse agendo in politica estera secondo gli interessi dei suoi possedimenti tedeschi piuttosto che secondo quelli della Gran Bretagna. La fazione di Stanhope e Sunderland aveva però il supporto del re, e nel 1716 Townshend fu rimosso dal suo importante incarico di Segretario di Stato per il dipartimento settentrionale e posto in quello, meno importante di Lord Luogotenente per l'Irlanda, ma neppure questa retrocessione soddisfece Stanhope e Sunderland, che si assicurarono le dimissioni di Townshend dalla Luogotenenza nell'aprile 1717. Il giorno successivo, Walpole si dimise dal gabinetto per raggiungere Townshend all'opposizione, mentre Sunderland e Stanhope divennero i capi indiscussi del nuovo gabinetto.
Poco dopo le dimissioni di Walpole, un'aspra lite familiare tra il re e il principe di Galles divise la famiglia reale. Walpole e altri oppositori del governo spesso si ritrovavano a Leicester House, la casa del principe di Galles, per preparare piani politici. Walpole divenne anche amico intimo della moglie del principe di Galles, Carolina. Nel 1720 Walpole migliorò la sua posizione, riuscendo a giungere a una riconciliazione tra il principe di Galles e il re.
Walpole continuò ad essere un'influente figura della Camera dei Comuni, specialmente attivo nell'opporsi ad uno dei più significativi propositi del Governo, il Peerage Bill, che avrebbe limitato il potere del monarca nella creazione di nuove parìe. Walpole prima ottenne un temporaneo abbandono del provvedimento nel 1719 e quindi, l'anno successivo, la sua bocciatura da parte della Camera dei Comuni. Questa disfatta spinse Stanhope e Sunderland a riconciliarsi con i loro oppositori: Walpole e Townshend ritornarono nel gabinetto rispettivamente come Paymaster of the Forces e come Lord presidente del Consiglio. Ritornando nel governo, Walpole perse tuttavia il favore del principe di Galles, che ancora nutriva disdegno nei confronti del governo di suo padre.

### L'ascesa al potere
Poco dopo il ritorno di Walpole nel gabinetto, l'Inghilterra fu interessata da un'ondata speculativa che si concluse con la "South Sea Bubble" (la bolla dei mari del Sud). Il governo aveva stabilito un piano in cui la South Sea Company si sarebbe fatta carico del debito nazionale in cambio di lucrosi interessi ed era ampiamente diffusa l'opinione che la Compagnia avrebbe ottenuto un enorme profitto. Molti nel Paese, incluso Walpole stesso, investirono ampiamente nella Compagnia, ma questa, verso la fine del 1720 aveva iniziato a collassare e il valore delle sue azioni precipitò. Walpole fu salvato dalla rovina finanziaria dal suo banchiere, che lo avvisò per tempo di vendere le proprie azioni; ma furono molti gli investitori rovinati da quel tracollo finanziario.
Nel 1721 un comitato investigò sullo scandalo, scoprendo che c'era stata corruzione da parte di molti membri del Gabinetto, inclusi Stanhope e Sunderland, ma l'influenza di Walpole protesse loro e altri implicati nello scandalo.
Le dimissioni di Sunderland e la morte di Stanhope nel 1721 resero Walpole la più importante figura dell'amministrazione. Nell'aprile del 1721 gli vennero conferite le cariche di Primo Lord del Tesoro, Cancelliere dello Scacchiere e Leader della Camera dei comuni. Si data di solito da questo momento l'ascesa a primo ministro de facto da parte di Walpole, ma il suo dominio non era assoluto: egli divideva il suo potere con il cognato, Lord Townshend, che era in carica come Segretario di Stato per il Dipartimento Settentrionale e che controllava gli affari esteri ed i due erano spesso in conflitto con il Segretario di Stato per il Dipartimento Meridionale, Lord Carteret.

### Il ruolo durante il regno di Giorgio I
Sotto la guida di Walpole, il Parlamento cercò di prendere provvedimenti opportuni riguardo alla crisi finanziaria. I patrimoni dei dirigenti della Compagnia dei Mari del Sud furono confiscati e usati per indennizzare le vittime e lo stock della compagnia fu diviso tra la Banca d'Inghilterra e la Compagnia britannica delle Indie orientali. La crisi aveva significativamente danneggiato la credibilità del re e del partito whig, ma Walpole difese entrambi con abile oratoria alla Camera dei Comuni.
Il primo anno di governo di Walpole fu anche segnato dalla scoperta di un complotto giacobita ordito da Francis Attenbury, vescovo di Rochester. La rivelazione del progetto infranse le speranze dei giacobiti, i cui precedenti tentativi di rivolta nel 1715 e nel 1719 erano falliti. Il partito tory ne fu egualmente danneggiato, anche se a Lord Bolingbroke, che era fuggito in Francia per evitare la condanna per le sue simpatie giacobite, fu concesso di ritornare in Inghilterra nel 1723.
Nel corso degli ultimi anni del regno di Giorgio I, l'ascesa di Walpole continuò: il potere politico del monarca si ridusse gradualmente, e quello dei suoi ministri gradualmente aumentò. Nel 1724 il principale rivale politico di Walpole e Townshend nel gabinetto, Lord Carteret, fu rimosso dalla carica di Segretario del Sud per quella meno importante di Lord luogotenente d'Irlanda, lasciando Walpole e Townshend signori indiscussi del governo. Essi favorirono il raggiungimento della pace, negoziando un trattato con la Francia e con la Prussia nel 1725. La Gran Bretagna, liberata dalle minacce giacobite, dalla guerra e dalle crisi finanziarie, prosperò e Robert Walpole ottenne il favore di Giorgio I. Nel 1725 fu creato Cavaliere del Bagno e nel 1726, Cavaliere della Giarrettiera e suo figlio divenne barone.

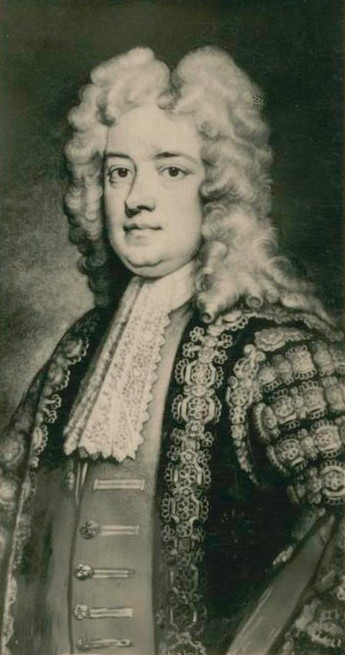
Sir Robert Walpole.

### Il ruolo durante il regno di Giorgio II
La posizione di Robert Walpole fu minacciata nel 1727 quando Giorgio I morì e gli succedette Giorgio II. Per qualche giorno sembrò che Walpole sarebbe stato licenziato, ma il re accettò di mantenerlo nel suo ufficio su consiglio della regina Carolina e così anche Townshend, sebbene non gli fosse gradito. Nel corso degli anni successivi, Walpole continuò a dividere il potere con il cognato, ma gradualmente divenne il membro dominante del governo. I due si scontrarono in seguito per la politica estera, in particolar modo riguardo alla Prussia, scontro da cui Walpole uscì vittorioso nel 1730, quando Townshend si dimise: questo evento è spesso considerato come quello che diede inizio alla non formalizzata carica di primo ministro di Walpole.
Nel corso degli anni seguenti, Walpole raggiunse l'apice del potere e dell'influenza. Assicuratosi il supporto della regina Carolina e per estensione del Re Giorgio II, fece un uso liberale del regale patronato, garantendo onori e cariche in cambio di vantaggi politici. Selezionò i membri del gabinetto e fu in grado di costringerli ad agire all'unanimità se necessario, e dal momento che nessun precedente capo del governo ne fu capace, Walpole è considerato il primo Primo Ministro.
Walpole, una figura che provocava opposte reazioni, aveva molti oppositori, i più importanti dei quali erano Bolingbroke (suo nemico sin dai giorni della regina Anna), e William Pulteney, un abile statista whig trascurato da Walpole. I due dirigevano un periodico, The Craftsman, in cui denunciavano incessantemente le politiche del primo ministro. Walpole fu anche ampio oggetto di satira e parodia da parte di importanti personalità dell'epoca tra cui Jonathan Swift, John Gay, Alexander Pope, Henry Fielding, Samuel Johnson.
Nonostante una tale opposizione, Walpole si assicurò il sostegno della popolazione e della Camera dei comuni grazie alla sua linea politica tesa a evitare conflitti, cosa che gli consentì a sua volta di abbassare le tasse. Usò la sua influenza per impedire a Giorgio II di entrare in un conflitto europeo quando scoppiò la Guerra di successione polacca. Nello stesso anno, tuttavia, la sua influenza fu seriamente messa a repentaglio da un progetto di tassazione che egli propose: poiché gli introiti della nazione erano fortemente ridotti dal contrabbando, Walpole propose che il dazio sul vino e sul tabacco fosse sostituito da un'accisa. Per eliminare la minaccia del contrabbando, la tassa doveva essere riscossa non nei porti, ma nei magazzini all'ingrosso. Questa nuova proposta, tuttavia, fu estremamente impopolare, e provocò l'opposizione della classe mercantile. Walpole acconsentì a ritirare il provvedimento prima che fosse votato dal Parlamento, ma licenziò i politici che avevano osato opporglisi. Così Walpole perse una parte considerevole del suo partito, che passò all'opposizione.
Dopo le elezioni generali del 1734, i sostenitori di Walpole erano ancora in maggioranza nella Camera dei Comuni, sebbene meno numerosi che in precedenza. Sebbene mantenesse la sua supremazia parlamentare, tuttavia, la sua popolarità iniziò a declinare. Nel 1736 il Gin Act, ovvero l'aumento della tassa sul gin, provocò delle sommosse a Londra. L'ancor più grave Rivolta Porteous scoppiò a Edimburgo dopo che il re aveva graziato il capitano della guardia John Porteus che aveva ordinato di sparare su un gruppo di dimostranti. Tali eventi, che diminuirono la popolarità di Walpole, non scossero la sua maggioranza in parlamento. Il dominio di Walpole sul parlamento fu sottolineato dalla facilità con cui respinse il piano di Sir John Barnard per la riduzione degli interessi sul debito nazionale e con cui fece approvare il Theatrical Licensing Act nel 1737, che istituendo una censura preventiva sui teatri di Londra, causò la reazione sdegnata di molti uomini di lettere, tra cui Swift, Fielding e Pope.
In questi anni Francesco I di Lorena compì un viaggio in Inghilterra e venne fatto maestro massone in una cerimonia speciale tenutasi a Houghton Hall, residenza del primo ministro Robert Walpole nel Norfolk..

### Il declino politico
L'anno 1737 fu segnato anche dalla morte della più stretta alleata ed amica di Walpole, la regina Carolina: ciò tuttavia, non pose termine alla personale influenza di Walpole su Giorgio II, la cui lealtà nei confronti del primo ministro si era accresciuta negli anni precedenti, ma il dominio di Walpole sul governo continuò a declinare. Gli oppositori di Walpole trovarono un capo in Federico di Hannover, che era in conflitto con il padre. Alcuni giovani politici, tra cui William Pitt il Vecchio e George Grenville formarono una fazione nota come i Giovani patrioti e si unirono all'opposizione del principe di Galles.
Il fallimento di Walpole nel mantenere una politica di disimpegno militare pose le basi per la sua caduta. Con il trattato di Siviglia del 1729, la Gran Bretagna acconsentì a non commerciare con le colonie spagnole in Nord America e la Spagna rivendicò il diritto di perquisire le navi inglesi per assicurarsi di ogni eventuale complicità. Scoppiarono dispute sul commercio con le Indie occidentali. Walpole tentò di evitare la guerra, ma fu contrastato dal re, dalla Camera dei Comuni e da una fazione del suo stesso gabinetto. Nel 1739 Walpole desistette da ogni sforzo per evitare il conflitto, e così iniziò la Guerra dell'orecchio di Jenkins, così chiamata perché il casus belli fu fornito da un marinaio inglese, Robert Jenkins, che protestò presso la Camera dei comuni perché uno spagnolo, ispezionando il suo vascello otto anni prima, gli aveva tagliato un orecchio.
Il potere di Walpole continuò a declinare inarrestabilmente dopo l'inizio della guerra; nelle elezioni del 1741, i suoi sostenitori si assicurarono i collegi più popolosi, ma furono sconfitti in molti "borghi putridi" ("rotten boroughs") e subirono ulteriori cali in zone come la Scozia e la Cornovaglia: la maggioranza di Walpole era diventata molto incerta.
Nel nuovo Parlamento, molti whig ritenevano l'anziano primo ministro incapace di condurre la nuova campagna militare; inoltre la sua maggioranza non era così forte come era stata un tempo, e i suoi avversari quasi eguagliavano i suoi sostenitori. Nel 1742, dopo che la Camera dei Comuni respinse un provvedimento elettorale proposto da Walpole, quest'ultimo presentò le proprie dimissioni dalla carica di ministro. Il re le accettò e lo nominò conte di Orford, elevandolo alla Camera dei Lord.

### Gli ultimi anni e la morte
A Walpole successe come primo ministro Lord Wilmigton, in un'amministrazione il cui vero capo era Carteret. Fu creata una commissione per indagare sul precedente governo, ma non furono scoperte sostanziali prove di illegalità o corruzione. Sebbene non più membro del gabinetto, Walpole mantenne una personale influenza su Giorgio II e fu spesso definito "ministro dietro le quinte", per i suoi consigli e la sua influenza. Nel 1744 agì in modo da ottenere le dimissioni di Carteret e la nomina di Henry Pelham.
Walpole morì nel 1745, all'età di sessantanove anni e fu sepolto nella sua città natale di Houghton, nella chiesa parrocchiale di San Martino. La contea passò prima al suo figlio maggiore, Robert, quindi all'unico figlio di questi, George, e infine, quando anch'egli morì, al figlio minore di Robert Walpole, Horace, il noto scrittore, che morì senza eredi nel 1797.

## L'influenza e l'importanza
L'influenza di Walpole nella politica dei suoi giorni fu grandissima. I tory divennero una piccola, insignificante fazione, e i whig un partito dominante e quasi privo di un'opposizione significativa. La sua influenza sullo sviluppo della non codificata costituzione britannica fu tuttavia non così grande, anche se Walpole è considerato il primo Primo Ministro britannico: il fondamento del suo potere era nel favore del re, piuttosto che nel supporto della Camera dei comuni, e il suo potere derivava più dalla sua personale influenza che dall'influenza del suo ufficio. La maggior parte dei suoi immediati successori furono politicamente deboli e furono necessari alcuni decenni perché il premierato divenisse la più potente e importante delle cariche della nazione.
La strategia di Walpole di mantenere la Gran Bretagna in pace contribuì molto alla prosperità del paese; egli inoltre agì in modo da rendere sicura la posizione della dinastia di Hannover, e il giacobitismo fu definitivamente sconfitto poco dopo la sua morte, nel 1745.
Un'altra eredità di Walpole è 10 Downing Street: Giorgio II offrì questa casa a Walpole come dono personale nel 1732, ma Walpole la accettò solo come la residenza ufficiale del Primo Lord del Tesoro, dimorandovi dal 1735. I suoi successori non sempre vi dimorarono, preferendo le loro più ampie dimore private, ma la casa divenne ciononostante la residenza ufficiale del primo ministro in quanto Primo Lord del tesoro.
Walpole lasciò anche una famosa collezione d'arte che aveva formato nel corso di tutta la sua carriera. Questa raccolta, che era stimata all'epoca come una delle più belle d'Europa, fu venduta dal nipote a Caterina II di Russia nel 1779 e fa adesso parte dell'Ermitage, a San Pietroburgo.

## Ascendenza
|                                   |                |                               | Genitori           |  |  | Nonni |  |  | Bisnonni       |  |  | Trisnonni        |  |
|                                   |                |                               |                    |  |  |       |  |  | Robert Walpole |  |  | Callibut Walpole |  |
|                                   |                |                               |                    |  |  |       |  |  | Robert Walpole |  |  | Callibut Walpole |  |
|                                   |                | Elizabeth Bacon               |                    |  |  |       |  |  | Robert Walpole |  |  |                  |  |
| Sir Edward Walpole                |                |                               |                    |  |  |       |  |  | Robert Walpole |  |  |                  |  |
|                                   |                | Susan Barkham                 | Sir Edward Barkham |  |  |       |  |  |                |  |  |                  |  |
|                                   |                | Susan Barkham                 | Sir Edward Barkham |  |  |       |  |  |                |  |  |                  |  |
|                                   |                | Susan Barkham                 | Jane Crouch        |  |  |       |  |  |                |  |  |                  |  |
| Robert Walpole                    |                | Susan Barkham                 |                    |  |  |       |  |  |                |  |  |                  |  |
|                                   |                | Sir Robert Crane, I baronetto | Henry Crane        |  |  |       |  |  |                |  |  |                  |  |
|                                   |                | Sir Robert Crane, I baronetto | Henry Crane        |  |  |       |  |  |                |  |  |                  |  |
|                                   |                | Sir Robert Crane, I baronetto | Catherine Jernigan |  |  |       |  |  |                |  |  |                  |  |
| Susan Crane                       |                | Sir Robert Crane, I baronetto |                    |  |  |       |  |  |                |  |  |                  |  |
|                                   |                | Susan Alington                | Sir Giles Alington |  |  |       |  |  |                |  |  |                  |  |
|                                   |                | Susan Alington                | Sir Giles Alington |  |  |       |  |  |                |  |  |                  |  |
|                                   |                | Susan Alington                | Lady Dorothy Cecil |  |  |       |  |  |                |  |  |                  |  |
| Robert Walpole, I conte di Orford |                | Susan Alington                |                    |  |  |       |  |  |                |  |  |                  |  |
|                                   | Edmund Burwell | Nicholas Burwell              |                    |  |  |       |  |  |                |  |  |                  |  |
|                                   | Edmund Burwell | Nicholas Burwell              |                    |  |  |       |  |  |                |  |  |                  |  |
|                                   | Edmund Burwell | Alice Curtis                  |                    |  |  |       |  |  |                |  |  |                  |  |
| Sir Geoffrey Burwell              | Edmund Burwell |                               |                    |  |  |       |  |  |                |  |  |                  |  |
|                                   |                | Mary Pitman                   | Jeffrey Pitman     |  |  |       |  |  |                |  |  |                  |  |
|                                   |                | Mary Pitman                   | Jeffrey Pitman     |  |  |       |  |  |                |  |  |                  |  |
|                                   |                | Mary Pitman                   | Alice Pitman       |  |  |       |  |  |                |  |  |                  |  |
| Mary Burwell                      |                | Mary Pitman                   |                    |  |  |       |  |  |                |  |  |                  |  |
|                                   |                | Thomas Derehaugh              | William Derehaugh  |  |  |       |  |  |                |  |  |                  |  |
|                                   |                | Thomas Derehaugh              | William Derehaugh  |  |  |       |  |  |                |  |  |                  |  |
|                                   |                | Thomas Derehaugh              | Mary Merell Wright |  |  |       |  |  |                |  |  |                  |  |
| Elizabeth Derehaugh               |                | Thomas Derehaugh              |                    |  |  |       |  |  |                |  |  |                  |  |
|                                   |                | Mary Sheppard                 | Owen Sheppard      |  |  |       |  |  |                |  |  |                  |  |
|                                   |                | Mary Sheppard                 | Owen Sheppard      |  |  |       |  |  |                |  |  |                  |  |
|                                   |                | Mary Sheppard                 | Elizabeth Osborne  |  |  |       |  |  |                |  |  |                  |  |
|                                   |                | Mary Sheppard                 |                    |  |  |       |  |  |                |  |  |                  |  |